# Rugby Roma Olimpic Club 1930
Rugby Roma Olimpic Club 1930 è un club italiano di rugby a 15.
Fondato nel 1930, ha sede a Roma e nella sua storia ha vinto cinque titoli nazionali (il primo nel 1935, il più recente nel 2000).
Conobbe i suoi periodi migliori negli anni trenta, nell’immediato dopoguerra, negli anni settanta e, infine, nella seconda metà dei novanta, culminati nella Coppa Italia del 1998 e nel citato scudetto del 2000.
Fornì inoltre numerosi elementi alla nazionale italiana, tra i più noti dei quali Paolo Rosi, Ambrogio Bona e, in epoca più recente, Giampiero De Carli e Giampiero Mazzi.
Dopo la retrocessione in serie A1 nel 2004, dal 2008 al 2011 militò nuovamente in prima divisione.
Il 1º agosto 2011, a causa di una crisi societaria che portò a un cambio di proprietà, la società assunse la denominazione di Rugby Roma Olimpic 1930 ar.l. ma fu esclusa dal campionato per mancata presentazione di garanzie finanziarie.
Nel 2015 si ricostituì una società, la Rugby Roma Olimpic Club 1930, che si iscrisse al campionato di serie C vincendolo alla prima stagione e guadagnando la promozione in serie B nel 2016, serie in cui ha militato stabilmente fino alla promozione in serie A, la seconda divisione nazionale, avvenuta nel 2023.
Il terreno interno di gioco è, dal 2017, l’ex circolo sportivo Prato Smeraldo in zona Tor Pagnotta, nella periferia meridionale della Capitale.
Dal 1969 al 2011 disputò altresì le gare interne allo stadio Tre Fontane nel quartiere EUR; tra gli altri campi di gioco figura anche lo stadio Flaminio.

## Storia
Il club fu fondato il 21 ottobre 1930 a Roma in un appartamento in Via Torlonia, abitazione dei fratelli Vinci, rugbisti storici che fecero parte delle prime formazioni della nazionale italiana, compresa la partita d’esordio assoluto del 1929 contro la Spagna.
I colori del club furono suggeriti dai fratelli italo-argentini Giuseppe e Tullio Bigi, cresciuti nel Club Atlético de San Isidro le cui uniformi di gara sono a strisce orizzontali bianche e nere.

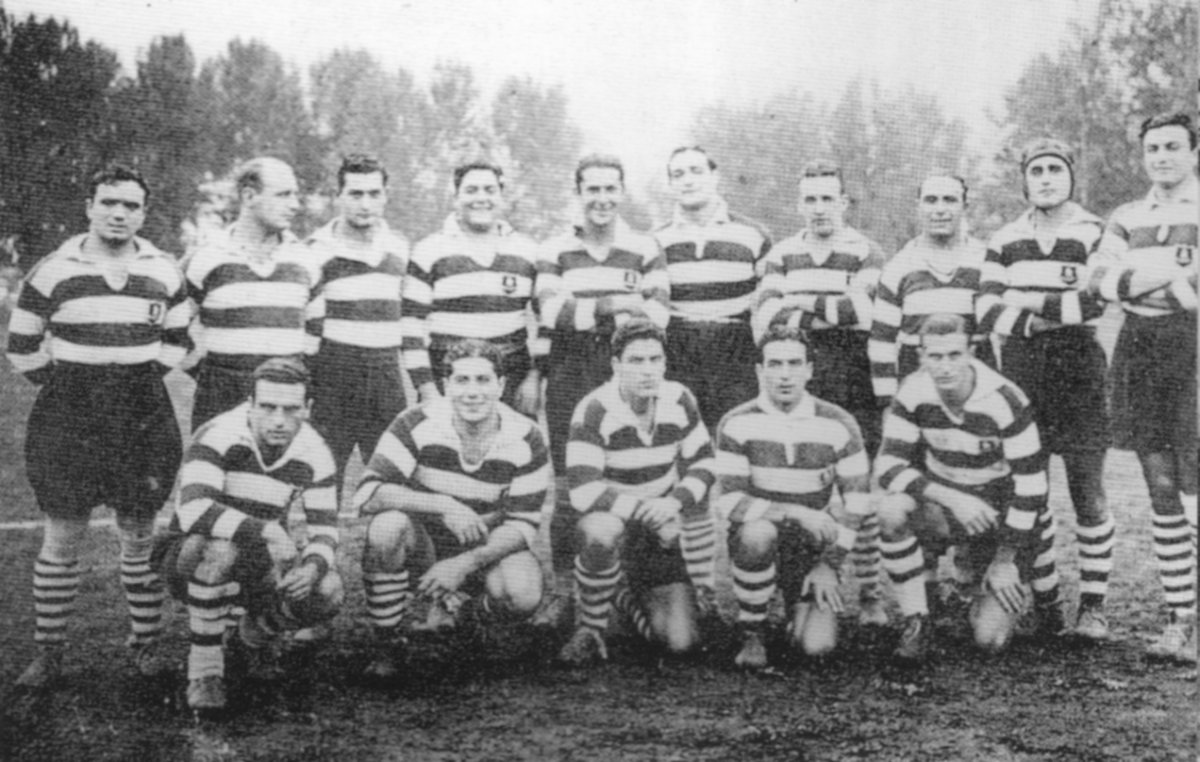
Il Rugby Roma campione d’Italia 1936-37

Il nuovo club s’impose quasi subito nel panorama sportivo nazionale, tanto da giungere alla finale scudetto nella sua prima stagione di campionato, sconfitta dall’Amatori Milano.
Tentò di nuovo di portare il titolo nazionale via da Milano nel 1933-34, fermandosi, ancora, al secondo posto nel girone scudetto.
Nel 1935 riuscì a vincere il suo primo titolo di campione d’Italia, bissando l’impresa due stagioni dopo.
Il Rugby Roma si propose come sfidante dell’Amatori anche sul piano dello stile di gioco: Milano, allenata dal francese Julien Saby, adottava un’ortodossa formazione degli avanti con tre prime, due seconde e tre terze linee con gioco largo sui tre quarti laddove Roma, guidata dal sudafricano Pierre Theron, si affidava a un innovativo, per l’epoca, schieramento con quattro seconde e una terza linea alle spalle dei due piloni e del tallonatore, preferendo il gioco al piede e la profondità.
Nell’anno della sua seconda affermazione nazionale dapprima il club confluì nell’A.S. Roma, poi sopraggiunsero problemi tecnici ed economici che causarono la cessazione delle attività del club, che fu rifondato circa tre anni più tardi a opera di alcuni suoi ex giocatori come Amatori Rugby Roma.
A causa degli eventi bellici incombenti, tuttavia, la rinata squadra rimase di fatto inattiva a livello ufficiale.
Dopo la guerra, nell’ottobre 1946, il Rugby Roma incorporò un altro club della Capitale, l'Olimpic ’44, dal quale ingaggiò anche gli uomini migliori: la nuova formazione prese il nome di Rugby Roma Olimpic e sotto la guida di quello che fu considerato il miglior rugbista italiano di quel periodo, il tre quarti centro Paolo Rosi (in seguito giornalista sportivo per la Rai fino agli anni novanta), vinse due scudetti di seguito, nel 1948 in finale contro l’Amatori Milano e, a seguire, nel 1949 in casa del Parma.
Un altro giocatore di prestigio, che militò in quegli anni nella Rugby Roma e in nazionale, fu Piermarcello Farinelli, milanese trapiantato a Roma, nipote di Pietro Mascagni e nella vita di tutti i giorni medico cardiologo con studio in via Margutta.

La squadra nella stagione 1977-78 allo stadio Flaminio

Dopo alcune occasioni sfiorate nel decennio successivo, nel 1958 il club retrocesse in serie B e, l’anno successivo, decise di ritirare la prima squadra, limitandosi all’attività giovanile.
Ripartito a metà degli anni sessanta dalla serie C, la promozione nella massima categoria giunse nel 1969, anno in cui il club incorporò un’altra squadra, quasi omonima di quella assorbita vent’anni prima, l'Olimpic 52 Roma.

Ramiro Pez porta palla nella vittoriosa finale del 2000 contro

Negli anni settanta militarono nella Capitale importanti nomi del rugby nazionale internazionale tra i quali l’azzurro Rocco Caligiuri, estremo che con l’Italia fu il primo giocatore a realizzare tre drop in un test match (a Johannesburg, nel 1973), gli inglesi Brian Ashton e Dick Greenwood (il primo, mediano di mischia, da allenatore divenne C.T. dell’Inghilterra alla Coppa del Mondo di rugby 2007), Ambrogio Bona, pilone della Nazionale italiana con 50 caps.
A guidare dalla panchina il club nomi altrettanto d’eccezione, come il gallese Roy Bish, già C.T. della nazionale italiana, ritenuto grande innovatore degli schemi di gioco e dei metodi di allenamento.
Dopo avere sfiorato la poule scudetto nel 1985 la squadra retrocesse inopinatamente nel 1986 in serie A2.
Sfiorata la promozione nel 1990, la squadra tornò in A1 l’anno seguente.
Nel 1998, 50 anni dopo il suo trofeo più recente, vinse la Coppa Italia e, nel 1999-2000, in finale contro L’Aquila, vinse il suo 5º titolo di campione d’Italia sotto la sponsorizzazione di Radio Dimensione Suono.

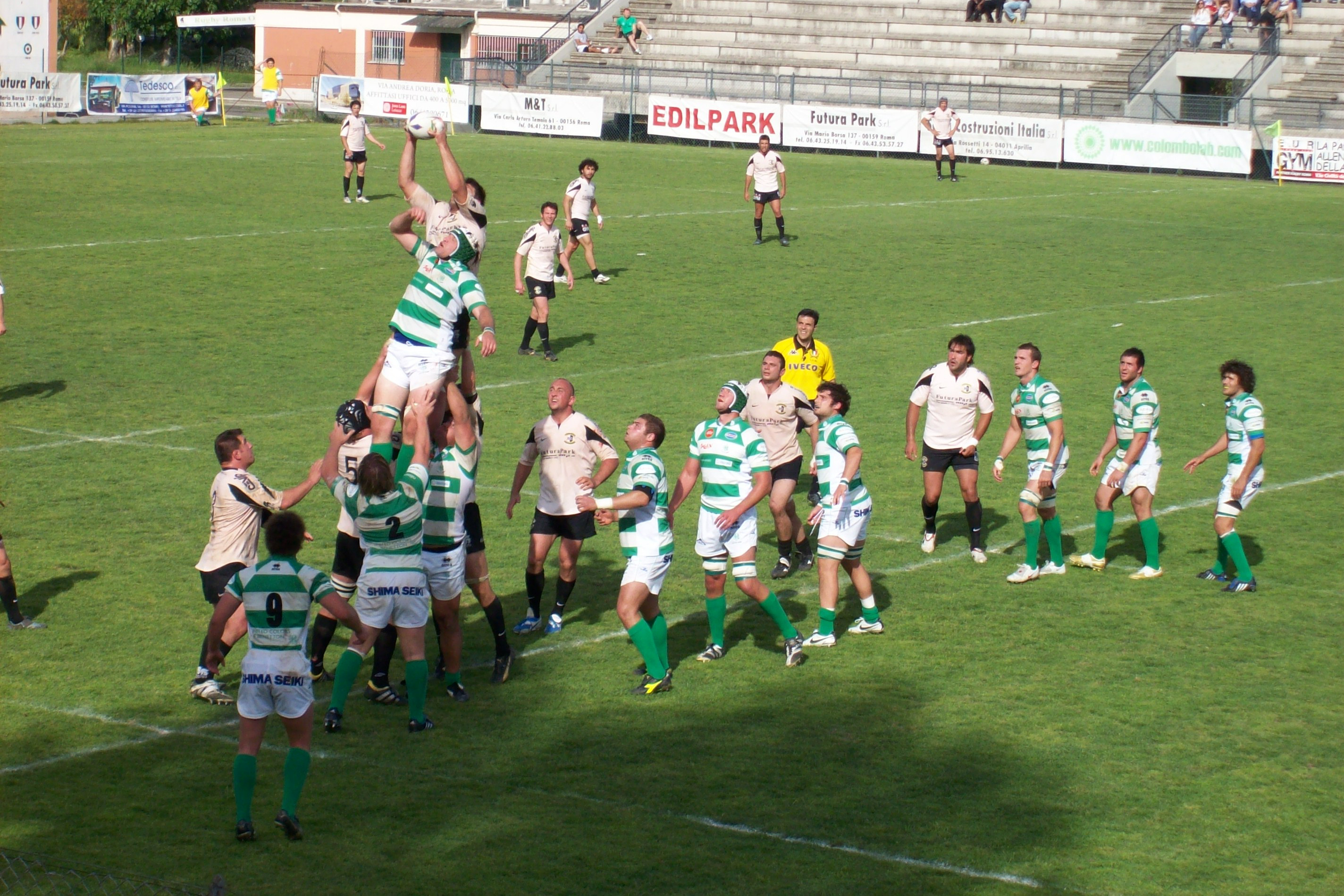
Touche in Rugby Roma — del Super 10 2008-09

Come già accaduto nel 1937 dopo la vittoria del secondo titolo, la società, nonostante il primato nazionale, incontrò una grave crisi finanziaria: non bastò l’accordo di sponsorizzazione con la Lottomatica per garantire gli stipendi e nel pieno della stagione di Super 10 2001-02 la dirigenza arrivò a chiedere ad alcuni giocatori di scendere in campo senza compenso; a fronte di qualche adesione, vi furono numerose richieste di scioglimento del contratto.
Alla fine della stagione la squadra riuscì a salvarsi e a rimanere nell’appena istituito Super10, ma non poté evitare la retrocessione nel 2004.
La società fu rilevata dal gruppo immobiliare Abbondanza, titolare, tra gli altri, del marchio Futura Park che diede il nome alla squadra, e nel 2006 perse la finale per il ritorno in massima serie.
Nel 2008, sotto la guida tecnica dell’ex giocatore internazionale Stefano Bordon, disputò e vinse la finale contro L’Aquila conquistando la promozione in Super10.
Bordon fu esonerato il 20 gennaio 2009 per ragioni mai dichiarate e la squadra fu presa in mano dal viceallenatore Carlo Pratichetti.
In quella stessa stagione si qualificò per la Challenge Cup 2009-10, la sua più recente apparizione europea.
Una crisi societaria dovuta al disimpegno del proprietario Paolo Abbondanza portò la società, nel luglio 2011, sull’orlo del fallimento e della cancellazione.
Un gruppo di ex rugbisti della Capitale, guidati da Umberto Montella, già giocatore del club, ne rilevò il titolo sportivo, presentando contestualmente alla FIR la richiesta di mantenere l’affiliazione al campionato d’Eccellenza: l’istanza di modifica societaria in Rugby Roma Olimpic 1930 ar.l. fu accolta il 1º agosto 2011, ma nel contempo fu negata l’iscrizione al campionato.

### La rifondazione
Sulle ceneri del Rugby Roma Olimpic sorsero, nel 2011, la Nuova Rugby Roma, operante a livello giovanile e, nel 2015, la Rugby Roma Olimpic Club 1930 per iniziativa di circa 50 soci fondatori guidati da alcuni ex giocatori dello scudetto del 2000 e dall’italo-argentino Javier Pértile che militò a Roma fino al 1999.
Quest’ultima, che nello statuto si dichiara erede morale della tradizione della vecchia Rugby Roma, si iscrisse alla serie C e già nella stagione di esordio fu promossa in serie B.
Nel 2017 prese in locazione per 15 anni l’ex circolo del tennis di Prato Smeraldo in località Tor Pagnotta, nella periferia meridionale della città, struttura ribattezzata in onore del presidente del quinto scudetto, Renato Speziali.
Dopo sette stagioni in serie B (di cui due annullate per via della pandemia di COVID-19) è giunta la promozione in serie A con due giornate d'anticipo al termine della stagione 2022-23.

## Colori e simboli delle uniformi
I colori sociali del club sono il bianco, il nero e il verde.
Come detto, nella riunione istitutiva del club vi erano diversi soci fondatori oltre ai fratelli Vinci; tra di essi i fratelli Bigi, cresciuti a San Isidro, nella provincia di Buenos Aires; formatisi in una delle due compagini della cittadina, il Club Atlético de San Isidro (o CASI), proposero i colori sociali bianconeri di tale squadra in segno di omaggio.
La tenuta di gioco è a strisce bianche e nere orizzontali, con pantaloncini neri e calzettoni verdi: quest’ultimo colore fu ereditato dall’Olimpic ’44 le cui uniformi erano completamente verdi.
Le seconde tenute sono variate nel tempo: da magliette completamente bianche a color carne negli anni 2000, fino a quella completamente nera adottata dalla nuova società dal 2015.
Il primo simbolo della società era un elmo da gladiatore, che tuttora rimane come simbolo caratteristico, anche se il logo attuale è uno scudo di forma vagamente ottagonale con lati concavi, la cui metà sinistra è bianca e quella destra è nera.
All'interno di ciascuna delle due metà, di colore rispettivamente nero e bianco, si trovano due “R” maiuscole a indicare l'acronimo del club, Rugby Roma.
Due nastri verdi circondano il logo: su quello superiore si trova scritto in maiuscolo e lettere dorate “RUGBY ROMA” e in quello inferiore, con gli stessi caratteri, “OLIMPIC”.
Tale logo è anche quello della Rugby Roma Olimpic Club 1930.

## Cronologia
| Cronistoria del Rugby Roma Olimpic 1930 |
| --- |
| - 1930 · 21 ottobre, nascita del Rugby Roma - 1930-31 · Divisione Nazionale (sconf. finale scudetto) - 1931-32 · 2ª Divisione Nazionale - 1932-33 · 4ª Divisione Nazionale - 1933-34 · 2ª Divisione Nazionale - 1934-35 · 1º girone C Divisione Nazionale Campione d’Italia (1º titolo) - 1935-36 · 1º girone D Divisione Nazionale (Sconf. semifinale scudetto) - 1936-37 · 1ª Divisione Nazionale Campione d’Italia (2º titolo) - 1937 · Incorporazione nell’A.S. Roma - 1940 · Ricostituzione come Amatori Rugby Roma - 1940-41 · 6º girone B Divisione Nazionale (Retrocessione in Promozione) - 1941-42 · 2º girone finale Promozione (Sconf. spareggio promozione) - 1945 · Ritorno alla denominazione di Rugby Roma - 1945-46 · 1º campionato romano Campione Italia centro-meridionale (sconf. finale scudetto) - 1946 · Incorporazione dell’Olimpic ’44 e trasformazione in Rugby Roma Olimpic - 1946-47 · 3º girone B serie A - 1947-48 · 1ª serie A Campione d’Italia (3º titolo) - 1948-49 · 1ª serie A Campione d’Italia (4º titolo) - 1949-50 · 4ª serie A - 1950-51 · 2ª serie A - 1951-52 · 4ª serie A - 1952-53 · 4ª serie A - 1953-54 · 6ª serie A - 1954-55 · 9ª serie A - 1955-56 · 10ª serie A - 1956-57 · 7º girone D serie A - 1957-58 · 8º girone D serie A (retrocessione in serie B) - 1958-64 · Ritiro dall’attività seniores - 1964-65 · Girone F serie C - 1965-66 · Girone E serie C - 1966-67 · 1º girone F serie C (promozione in serie B) - 1967-68 · 6º girone D serie B (retrocessione in serie C) - 1968-69 · 3º girone E serie C - 1969 · Fusione con l’Olimpic 52 Roma - 1969-70 · 8ª serie A - 1970-71 · 9ª serie A - 1971-72 · 8ª serie A - 1972-73 · 9ª serie A - 1973-74 · 3ª serie A - 1974-75 · 3ª serie A - 1975-76 · 6ª serie A - 1976-77 · 5ª serie A - 1977-78 · 3ª serie A - 1978-79 · 6ª serie A - 1979-80 · 8ª serie A - 1980-81 · 12ª serie A - 1981-82 · 3º girone D serie A 3ª poule salvezza serie A - 1982-83 · 11ª serie A - 1983-84 · 12ª serie A - 1984-85 · 7ª serie A - 1985-86 · 14ª serie A (retrocessione in serie A2) - 1986-87 · 3ª serie A2 - 1987-88 · 7ª serie A2 - 1988-89 · 7ª serie A2 - 1989-90 · 4ª serie A2 - 1990-91 · 1ª serie A2 (promozione in serie A1) - 1991-92 · 7ª serie A1 - 1992-93 · 7ª serie A1 - 1993-94 · 5ª serie A1 (sconf. in semifinale) - 1994-95 · 3ª serie A1 (sconf. in semifinale) - 1995-96 · 7ª serie A1 (sconf. quarti finale) - 1996-97 · 5ª serie A1 (sconf. quarti finale) - 1997-98 · 2ª serie A1 (sconf. in semifinale) Coppa Italia (1º titolo) - 1998-99 · 3ª serie A1 (sconf. in semifinale) - 1999-2000 · Serie A1 Campione d’Italia (5º titolo) - 2000-01 · 3ª serie A1 (sconf. in semifinale) - 2001-02 · 9ª Super 10 - 2002-03 · 9ª Super 10 - 2003-04 · 10ª Super 10 (retrocessione in serie A1) - 2004-05 · 3º girone A serie A1 - 2005-06 · 1º girone A serie A1 (sconf. finale promozione) - 2006-07 · 1º girone B serie A1 (sconf. semifinale promozione) - 2007-08 · 1º girone B serie A1 (promozione in Super 10) - 2008-09 · 7ª Super 10 - 2009-10 · 7ª Super 10 - 2010-11 · 6ª Eccellenza Trofeo Eccellenza (2º titolo) - 2011 · 1º agosto, trasformazione in Rugby Roma Olimpic 1930 Non iscrizione al campionato di Eccellenza 2011-12 per mancanza di garanzie finanziarie. - 2015 · 7 agosto, affiliazione alla F.I.R. della Old Rugby Roma Olimpic Club e iscrizione al campionato nazionale di serie C1 - 2015-16 · 1ª pool 1 girone G serie C1 1ª pool promozione (promozione in serie B) - 2016-17 · 8º girone 4 serie B - 2017-18 · 7º girone 4 serie B - 2018-19 · 8º girone 4 serie B - 2019-20 · campionato annullato - 2020-21 · campionato annullato - 2021-22 · 4º girone 4 serie B - 2022-23 · 1º girone 4 serie B (promozione in serie A) - 2023-24 · 6º girone 3 serie A - 2024-25 · 2º girone 4 serie A |

## Palmarès
- Campionati italiani: 5
1934-35, 1936-37, 1947-48, 1948-49, 1999-2000
- Coppe Italia: 1
1998-99
- Trofei Eccellenza : 1
2010-11

## Giocatori rappresentativi
I giocatori di seguito elencati hanno militato in passato nel Rugby Roma Olimpic.
Tra di essi si segnala il già citato Paolo Rosi (1924-97), già Nazionale negli anni quaranta e cinquanta del XX secolo.
Poi passato alla carriera giornalistica come commentatore televisivo, Paolo Rosi disputò 12 incontri in Nazionale e fu il primo italiano a essere invitato in una selezione internazionale europea per affrontare un XV dell'Inghilterra.
Entrambi gli inglesi Brian Ashton e Dick Greenwood, che militarono nel club negli anni settanta, divennero in seguito commissari tecnici della Nazionale del loro Paese.
- Brian Ashton
- Ambrogio Bona
- Carlo Caione
- Rocco Caligiuri
- Giampiero De Carli
- Andrea Castellani
- Massimo Cuttitta
- Piermarcello Farinelli
- Gabriel Filizzola

- Julian Gardner
- Dick Greenwood
- Andrea Lo Cicero
- Ramiro Martínez
- Gert Peens
- Javier Pértile
- Ramiro Pez
- Simon Picone
- Matt Pini

- Ennio Ponzi
- Giovanni Raineri
- Fabio Roselli
- Giampiero Mazzi
- Paolo Rosi
- Andrea Scanavacca
- Nick Screnci
- Wayne Shelford
- Nick Zisti